# Медаль «За обеспечение поддержки и снабжения во Вьетнаме»
Медаль «За обеспечение снабжения и поддержки во Вьетнаме»  была выпущена в знак признания службы австралийского персонала в годы Вьетнамской войны.
Медаль разработана совместно Австралией и Новой Зеландией, хотя для каждой страны есть свои королевские разрешительные предписания.

## Критерии награждения
Квалификационные критерии для получения медали:
Для получения вьетнамской медали необходимо провести на службе
- Служба в течение одного или более дней в качестве члена экипажа корабля или воздушного судна, действующего в описываемой области боевых действий во Вьетнаме при осуществлении поддержки австралийских сил.
- Служба в течение одного или более дней в описываемой области боевых действий во Вьетнаме будучи прикреплённым к подразделению или организации, осуществляющей поддержку австралийских сил
- Служба в течение одного или более дней будучи прикреплённым или служа в составе подразделения австралийских вооружённых сил или союзных сил в качестве наблюдателя.

Группы соответствующие критериям награждения также включают некоторый персонал обороны на поддерживающих ролях, артистов, журналистов, гражданский хирургический персонал и медицинские команды, экипажи самолётов авиакомпании Qantas и посольские курьеры.
Персонал, уже награждённый вьетнамской медалью не награждается медалью «За обеспечение снабжения и поддержки во Вьетнаме».

## Описание
- Медаль «За обеспечение снабжения и поддержки во Вьетнаме» круглой формы изготовлена из никелированного серебра. Дизайн медали такой же как дизайн вьетнамской медали, но с простой подвеской.
- На передней стороне размещено коронованное изображение королевы Елизаветы II с надписью «'ELIZABETH II DEI GRATIA REGINA F.D»
- Обратная сторона медали содержит сверху надпись «VIETNAM» под ней помещено изображение человека стоящего между двумя символичными сферами.
- Ленточка медали содержит жёлтую полосу, по центру которой проходят три красные полоски (представляя цвета флага республики Южный Вьетнам). Ленточка также имеет синюю полосу, представляя таким образом флот и голубую полосу, представляя таким образом воздушные силы. Ленточка содержит также коричневую полосу цвета земли и рек (водных путей) Вьетнама.